# Système de numération indo-arabe
Cet article concerne un système de numération dont des variantes sont utilisées en Asie du Sud, dans le monde musulman et en Europe. Pour la variante graphique utilisée en Europe, voir Chiffres arabes.
Cette page contient des caractères spéciaux ou non latins. S’ils s’affichent mal (▯, ?, etc.), consultez la page d’aide Unicode.

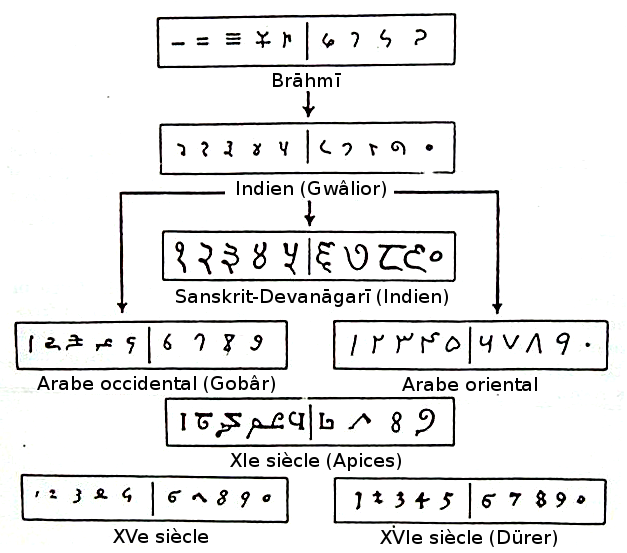
Généalogie des numérations brahmi, gwalior, sanskrit-dévanagari et arabes (1935).

Le système de numération indo-arabe est un système de numération de base dix employant une notation positionnelle et dix chiffres, allant de zéro à neuf, dont le tracé est indépendant de la valeur représentée. Dans ce système, la représentation d'un nombre correspond à son développement décimal. Le système doit son nom au fait qu'il est apparu en Inde et qu'il est parvenu en Europe par l'intermédiaire de mathématiciens et comptables de langue arabe. La variante graphique la plus répandue sont les chiffres utilisés en Europe, communément appelés chiffres arabes. Ce système tend aujourd’hui à s’imposer dans le monde.

## Mode opératoire
Les nombres sont écrits selon le principe de la notation positionnelle. Chaque nombre est représenté par une série de colonnes remplies par des chiffres. La valeur de ces chiffres dépend de la colonne dans laquelle ils se trouvent :
- La colonne de droite correspond aux unités, la valeur de ce chiffre est donc laissée telle quelle ;
- à gauche de cette colonne se trouve celle des dizaines, la valeur de ce chiffre est donc multipliée par dix ;
- puis vient la colonne des centaines, la valeur de ce chiffre est donc multipliée par cent (10²) ;
- et ainsi de suite.

Le nombre est obtenu en additionnant ces valeurs. Dans les variantes modernes du système, les colonnes ne contenant pas de valeur sont remplies par le zéro.

### Exemples
Dans les exemples qui suivent, nous utilisons la graphie la plus répandue, soit celle des chiffres arabes. Le principe est le même dans toutes les variantes graphiques.
Voici la lecture du nombre 2010 :
- La colonne de droite est celle des unités. Elle ne contient pas de valeur.
- La deuxième colonne depuis la droite est celle des dizaines. (Si elle n'était pas suivie d'un zéro, ce serait celle des unités, d'où l'utilité du zéro.) Elle contient le chiffre 1 (un), qui correspond ici à la valeur « une fois dix », soit dix.
- La colonne suivante est celle des centaines. Elle ne contient pas de valeur.
- La colonne suivante, la plus à gauche ici, est celle des milliers. Elle contient le chiffre 2 (deux), qui correspond ici à la valeur « deux fois mille », soit deux mille.

On arrive donc au nombre deux mille dix.
Inversement, voici le procédé menant à l'écriture du nombre deux mille dix :
- Les colonnes contenant des dizaines de milliers ou plus ne sont pas remplies, puisque dix mille est plus grand que deux mille dix.
- Dans la colonne des milliers, on peut placer le chiffre deux (ce qui mène à la valeur deux mille), mais pas plus. On écrit donc un 2 dans cette colonne: 2???
- La moindre centaine rendrait le nombre trop grand : on arriverait à deux mille cent voire plus, ce qui est plus que deux mille dix. On écrit donc un 0 dans la colonne des centaines, c'est-à-dire à droite du 2 : 20??
- Il faut maintenant précisément une dizaine pour arriver à deux mille dix. On place donc un 1 dans la colonne des dizaines, à droite du 0 : 201?
- Maintenant, il ne reste plus rien à ajouter. On place donc un 0 dans la colonne des unités, à droite du 1.

C'est ainsi qu'on arrive à la notation 2010.

## Symboles utilisés

### Chiffres
Les chiffres utilisés peuvent être divers. Les plus répandus sont ceux appelés « chiffres arabes ».
| Valeur                            | 0 | 1 | 2 | 3 | 4 | 5 | 6 | 7 | 8 | 9 |
| --------------------------------- | - | - | - | - | - | - | - | - | - | - |
| Arabe occidental (Maghreb/Europe) | 0 | 1 | 2 | 3 | 4 | 5 | 6 | 7 | 8 | 9 |
| Arabe oriental                    | ٠ | ١ | ٢ | ٣ | ٤ | ٥ | ٦ | ٧ | ٨ | ٩ |
| Balinais                          | ᭐ | ᭑ | ᭒ | ᭓ | ᭔ | ᭕ | ᭖ | ᭗ | ᭘ | ᭙ |
| Bengalais                         | ০ | ১ | ২ | ৩ | ৪ | ৫ | ৬ | ৭ | ৮ | ৯ |
| Braille                           | ⠚ | ⠁ | ⠃ | ⠉ | ⠙ | ⠑ | ⠋ | ⠛ | ⠓ | ⠊ |
| Devanagari                        | ० | १ | २ | ३ | ४ | ५ | ६ | ७ | ८ | ९ |
| Gujarati                          | ૦ | ૧ | ૨ | ૩ | ૪ | ૫ | ૬ | ૭ | ૮ | ૯ |
| Gurmukhi/Penjabi                  | ੦ | ੧ | ੨ | ੩ | ੪ | ੫ | ੬ | ੭ | ੮ | ੯ |
| Kannada                           | ೦ | ೧ | ೨ | ೩ | ೪ | ೫ | ೬ | ೭ | ೮ | ೯ |
| Khmer                             | ០ | ១ | ២ | ៣ | ៤ | ៥ | ៦ | ៧ | ៨ | ៩ |
| Laotien                           | ໐ | ໑ | ໒ | ໓ | ໔ | ໕ | ໖ | ໗ | ໘ | ໙ |
| Limbu                             | ᥆ | ᥇ | ᥈ | ᥉ | ᥊ | ᥋ | ᥌ | ᥍ | ᥎ | ᥏ |

| Valeur          | 0 | 1 | 2 | 3 | 4 | 5 | 6 | 7 | 8 | 9 |
| --------------- | - | - | - | - | - | - | - | - | - | - |
| Malayalam       | ൦ | ൧ | ൨ | ൩ | ൪ | ൫ | ൬ | ൭ | ൮ | ൯ |
| Mongol          | ᠐ | ᠑ | ᠒ | ᠓ | ᠔ | ᠕ | ᠖ | ᠗ | ᠘ | ᠙ |
| Myanmar         | ၀ | ၁ | ၂ | ၃ | ၄ | ၅ | ၆ | ၇ | ၈ | ၉ |
| N'ko            | ߀ | ߁ | ߂ | ߃ | ߄ | ߅ | ߆ | ߇ | ߈ | ߉ |
| Nouveau thaï lü | ᧐ | ᧑ | ᧒ | ᧓ | ᧔ | ᧕ | ᧖ | ᧗ | ᧘ | ᧙ |
| Oriya/Odia      | ୦ | ୧ | ୨ | ୩ | ୪ | ୫ | ୬ | ୭ | ୮ | ୯ |
| Osmanya         | 𐒠 | 𐒡 | 𐒢 | 𐒣 | 𐒤 | 𐒥 | 𐒦 | 𐒧 | 𐒨 | 𐒩 |
| Persan/Ourdou   | ۰ | ۱ | ۲ | ۳ | ۴ | ۵ | ۶ | ۷ | ۸ | ۹ |
| Tamoul          | ௦ | ௧ | ௨ | ௩ | ௪ | ௫ | ௬ | ௭ | ௮ | ௯ |
| Télougou        | ౦ | ౧ | ౨ | ౩ | ౪ | ౫ | ౬ | ౭ | ౮ | ౯ |
| Thaï            | ๐ | ๑ | ๒ | ๓ | ๔ | ๕ | ๖ | ๗ | ๘ | ๙ |
| Tibétain        | ༠ | ༡ | ༢ | ༣ | ༤ | ༥ | ༦ | ༧ | ༨ | ༩ |

### Symboles complémentaires
Outre les dix chiffres représentant les entiers de zéro à neuf, le système peut faire intervenir :
- un, voire deux signes, soit un symbole négatif, et éventuellement un positif, pour les nombres signés (exemple : −6) ;
- un marqueur décimal entre les unités et la partie fractionnaire du nombre (exemple : 12,5).

Une telle représentation permet ainsi de représenter :
- les entiers naturels à l'aide de 10 symboles seulement, les dix chiffres ;
- les entiers relatifs à l'aide de 11 symboles seulement, les dix chiffres et un signe pour les nombres négatifs ;
- les nombres décimaux à l'aide de 12 symboles seulement, les dix chiffres, un signe pour les nombres négatifs et un marqueur décimal.

Pour les nombres rationnels, on utilise parfois une ligne horizontale au-dessus des chiffres représentant la partie décimale se répétant à l'infini. Mais cette écriture sort du cadre strict de la numération de position. Exemple :
- 1,309 = 1,309 090 9… = 1,3 + 9/990 ;
- 3,142 857 142 857… = 3,142 857 = 3 + 142 857/999 999.

Enfin, pour faciliter la lecture, on utilise généralement un séparateur entre les groupes de trois chiffres (exemples : 15 000 ; 15 000,123 45). Ainsi, un même nombre 1 234 567 s’écrit :
- 1 234 567 selon les normes internationales[1] et en français (y compris dans les conventions typographiques de Wikipédia en français) ;
- 1,234,567 en anglais ;
- à noter que l'usage suisse a utilisé l'apostrophe comme séparateur (1'234'567), ce qui n'est plus le cas aujourd'hui où l'espace insécable est la norme[2].

Cela traduit aussi le caractère hybride du système de numération — notamment dans les langues latines, lors de son utilisation en toutes lettres ou à l'oral — lequel n'est pas purement à base dix, mais combine en réalité les bases 10 et 1 000. En effet, la lecture d'un nombre se fait en regroupant par milliers, un nouveau mot étant attribué à chaque puissance de mille supérieure. Pour spécifier lorsque c'est nécessaire les puissances de dix et que l'on a dépassé le millier, on parle d'unité de mille, de dizaine de mille, et de centaine de mille (mille pouvant être remplacé par million, milliard, etc.). Par exemple, le nombre 246 346 320 se lit deux-cent-quarante-six-million-trois-cent-quarante-six-mille-trois-cent-vingt, et on peut spécifiquement dire que son chiffre des centaines de million est deux, ou bien que son chiffre des dizaines de mille est quatre.
Cependant, une séparation est effectuée entre les mêmes groupes de chiffres dans d'autres langues qui combinent pourtant les bases 10 et 10 000, comme le chinois (万 / 萬, wàn ; romanisation du coréen : man, du japonais : ban, du vietnamien : vạn ou vàn) et les langues des pays ayant utilisé son écriture (Corée, Japon et Vietnam).
D’autres types de séparations sont utilisés dans d’autres langues. Ainsi, le système de numération indien utilise pour sa part généralement un séparateur entre les 3 derniers chiffres d'un entier et les chiffres précédents, et entre les groupes de deux chiffres pour les chiffres précédant les 3 derniers : 12,34,567 (avec la virgule comme séparateur des groupes, à l’instar de l'anglais).

## Histoire

### Apparition en Inde
En Inde, l'écriture brahmi apparait au IIIe siècle av. J.-C., mais, à cette époque, les chiffres sont utilisés au sein d'un système employant une notation additive.
La plus ancienne apparition d'une utilisation positionnelle des chiffres indiens, de un à neuf, date de 595. Cet usage se retrouve en plusieurs endroits du sous-continent au VIIe siècle, et se généralise à partir du IXe siècle.
L'usage au VIIe siècle d'une notation positionnelle décimale en Inde, employant des chiffres de un à neuf, est rapportée par Sévère Sebôkht, un évêque syriaque, en 662.

#### Le symbole zéro
En 458, dans un traité de cosmologie jaïna, en sanskrit, le Lokavibhaga (Les Parties de l'univers), les nombres sont écrits selon le principe positionnel, bien que les chiffres soient écrits en toutes lettres, le mot « sunya » (signifiant « vide ») indiquant une absence de valeur.
En 628, Brahmagupta décrit le « sunya » comme un nombre dans son ouvrage en sanskrit Brahmasphutasiddhanta (L'Ouverture du monde).
Les premiers symboles en lien avec une écriture décimale correspondant au zéro positionnel, en forme de rond ou de point, remplaçant l'espace qui précédait, ont été trouvés dans l'actuel Cambodge en 683 et à Sumatra la même année et en 684. Ces régions sont, à l'époque, sous influence chinoise, et la première bénéficie alors de nombreux échanges avec l'Inde. En Inde, la première inscription comportant distinctement ce zéro date de 876.

#### Hypothèse du modèle chinois
Il existe un système de numération décimal positionnel plus ancien que celui de la numération indienne ; il s'agit du système chinois des baguettes à calculer ou numération à bâtons. L'apparence des chiffres est cependant très différente: par exemple, la valeur deux est représentée par un symbole apparemment quelconque (2 ou similaire) dans le système indien, mais par deux bâtonnets (II) dans le système chinois.
Certains historiens des mathématiques, notamment Lam Lay Yong et Ang Tian Se, ont émis l'hypothèse que la numération positionnelle indienne, y compris le zéro, est inspirée de ce modèle chinois. Selon eux, les Indiens auraient découvert le système positionnel chez les Chinois et auraient refait la même chose avec leurs propres chiffres, ceux de l'écriture brahmi. Cependant, cette idée est loin de faire l'unanimité.
Quoi qu'il en soit, l'apport de l'Inde n'est pas négligeable : les Indiens sont les premiers à utiliser un système de notation positionnel employant des chiffres dont le tracé est indépendant de la valeur représentée.

### Transmission aux Arabes
Les Arabes développent un mécénat scientifique à partir de la deuxième moitié du VIIIe siècle. Ils invitent des savants étrangers, construisent des bibliothèques, traduisent des textes anciens, généralement à partir du syriaque ou du pehlévi (moyen-persan). Une numération alphabétique, additive, est alors d'usage, comme chez la plupart des peuples dont l'alphabet dérive du phénicien.
Avec la visite d'un astronome indien à la cour du calife Al-Mansour, à Bagdad, ce dernier comprend l'importance des sciences indiennes. Il charge alors Al-Fazari, en 772, de traduire en arabe des tables astronomiques indiennes. Vers cette période sont traduits Aryabhata et Brahmagupta. Vers 820, le calife Al-Mam'un fonde à Bagdad la « Maison de la Sagesse », afin de permettre aux savants de travailler autour d'une grande bibliothèque, libérés des contraintes matérielles. Dans ce contexte, au début du IXe siècle, Al-Khwarizmi décrit les notations indiennes dans un ouvrage qui a depuis été perdu, nommé aujourd'hui Kit ab al-jam'wal tafriq bi hisab al-Hind (Livre sur l'addition et la soustraction d'après la méthode des Indiens), mais s'il fait usage du zéro positionnel, il ne considère pas le zéro comme un nombre. Dans son ouvrage Kitab al-fusul fi-l-hisab al-Hindi (Livre sur les chapitres de l'arithmétique indienne), écrit au milieu du Xe siècle à Damas, Abu l-Hasan al-Uqlidisi vante les mérites du nouveau système de numération.

### Adoption en Europe
Ce système, en Europe, s'est pendant longtemps confiné à la partie arabe de l'actuelle Espagne, la numération romaine étant en usage au-delà. Sa première apparition dans le monde chrétien, sans le zéro, se trouve dans un manuscrit, le Codex Vigilanus écrit en 976 dans un monastère du nord de l'Espagne, le monastère San Martín à Albelda de Iregua.
Le système indo-arabe parvient dans le reste de l'Europe par plusieurs voies : à partir du XIe siècle, ces chiffres sont parfois utilisés sur les jetons de l'abaque dit « de Gerbert » (d'après Gerbert d'Aurillac, le futur pape Sylvestre II, qui introduisit le principe de cet abaque, mais dont on ne sait pas s'il utilisa déjà les chiffres arabes). À partir du XIIe siècle paraissent des adaptations latines du traité d'Al-Khwarizmi sur les chiffres indiens.
Finalement, en 1202, Leonardo Fibonacci publie son Liber abaci, où il décrit le système de numération indo-arabe.
Au cours du XIIIe siècle, les chiffres arabes commencent à s'enseigner dans les écoles de comptabilité en Italie. Cependant, avec la guerre de Cent Ans et l'épidémie de peste noire, qui se répand en Europe à partir de 1348, le commerce s'effondre.
Par la suite, l'économie reprend de plus belle, les banques et les assurances accompagnant l'activité commerciale. Les traités d'arithmétique à l'usage des marchands, s'inspirant du Liber abaci de Fibonacci, se multiplient en Italie, à partir du milieu du XIVe siècle. Vers 1480, avec l'imprimerie, développée par Gutenberg en 1434, des ouvrages de ce type sont publiés dans plusieurs villes d'Europe. Les derniers vetos ecclésiastiques concernant l'utilisation du nouveau système sont levés au XVe siècle, mais, jusqu'à la fin du siècle, le principe de la numération décimale de position nécessite d'être expliqué. Aux XVe et XVIe siècles, diverses notations, notamment pour les nombres décimaux, complètent le système. On peut citer notamment l’ouvrage De Thiende de Simon Stevin de Bruges, publié en 1585, qui contribua à populariser ce système. Celui-ci s'impose définitivement en France à la fin du XVIIIe siècle avec la Révolution. Enfin, en 1889, avec la définition axiomatique des entiers naturels, parue dans l'Arithmetices principia nova methodo exposita, de Giuseppe Peano, le zéro acquiert définitivement le statut de nombre.

### Dans le monde
Sous l'influence de l'Europe, de nombreux pays adoptent le système de notation décimal positionnel, avec les chiffres européens. Les quelques écritures du Sud de l'Inde qui n'en bénéficient pas l'adaptent à leurs chiffres au cours du XXe siècle, en prenant pour modèle les cultures dominantes du Nord de l’Inde ou d'autres pays.